# Кутелка
Кутелка е резерват в Югоизточна България.

## Основаване и статут
Обявен е за резерват с обща площ 645,1 хектара със Заповед №2 на Комитета за опазване на природната среда при Министерски съвет от 22 декември 1983 година с цел запазване на съществуващата коренна растителност от ценни дървесни видове.
Заема обособена зона от територията на природен парк „Сините камъни“.

## Флора
Резерватът „Кутелка“ е горски масив обявен за опазване на съществуващата коренна над стогодишна букова гора съставена от вида мизийски бук (Fagus sylvatica ssp. moesiaca).